# نادي البدر بندر كنك
نادي البدر بندر كنك (بالفارسية: باشگاه فوتبال البدر بندر کنگ) ، هو نادي رياضي لكرة القدم، تم تأسيسه عام 2007م، وتم تجديده عام 2010م، ويقع مقره في مدينة مدينة كنك الإيرانية.